# Surinamische Badmintonmeisterschaft 2016
Die Surinamische Badmintonmeisterschaft 2016 fand vom 12. bis zum 13. November 2016 in Paramaribo statt. 

## Sieger und Platzierte
| Disziplin    | Gold                                  | Silber                               | Bronze                             |
| ------------ | ------------------------------------- | ------------------------------------ | ---------------------------------- |
| Herreneinzel | Sören Opti                            | Dylan Darmohoetomo                   | Gilmar Jones                       |
| Herreneinzel | Sören Opti                            | Dylan Darmohoetomo                   | Mitchel Wongsodikromo              |
| Dameneinzel  | Santusha Ramzan                       | Priscille Tjitrodipo                 | Danielle Melchiot                  |
| Dameneinzel  | Santusha Ramzan                       | Priscille Tjitrodipo                 | Sherifa Jameson                    |
| Herrendoppel | Irfan Djabar Sören Opti               | Dylan Darmohoetomo Gilmar Jones      | Alain Toney Alroy Toney            |
| Herrendoppel | Irfan Djabar Sören Opti               | Dylan Darmohoetomo Gilmar Jones      | Alrick Toney Mitchel Wongsodikromo |
| Damendoppel  | Caroline Jameson Sherifa Jameson      | Santusha Ramzan Priscille Tjitrodipo | -                                  |
| Mixed        | Mitchel Wongsodikromo Santusha Ramzan | Gilmar Jones Priscille Tjitrodipo    | -                                  |